# Ecnomiohyla minera
Ecnomiohyla minera är en groddjursart som först beskrevs av Wilson, McCranie och Williams 1985.  Ecnomiohyla minera ingår i släktet Ecnomiohyla och familjen lövgrodor. IUCN kategoriserar arten globalt som starkt hotad. Inga underarter finns listade i Catalogue of Life.